# Enfuvirtid
Enfuvirtid je 36 aminokiselina dug sintetički peptid koji inhibira HIV-1 fuziju sa CD4 ćelijama. On je acetilisan na N-kraju.

## Spoljašnje veze
|  | Molimo Vas, obratite pažnju na važno upozorenje u vezi sa temama iz oblasti medicine (zdravlja). |